# Sender Albeins
Der Sender Albeins ist ein Füllsender in Südtirol.
Der Sender Albeins versorgt den Osten der Gemeinde Brixen, z. B. die Ortsteile St. Andrä, Mellaun, Klerant, und Milland. Eigentümer ist die RAS. Abgestrahlt werden einige Programme von RAI/RAS. Die Anlage wird von RAI und Brennercom mitbenutzt. Der Sender Plose versorgt die restlichen Ortsteile der Gemeinde Brixen.

## Ausgestrahlte UKW-Radioprogramme
- RAS Österreich 1 106,7 MHz ERP: 0,1 kW
- RAS Ö3 106,4 MHz ERP: 0,1 kW
- RAS ORF Radio Tirol 96,4 MHz ERP: 0,1 kW
- Rai Südtirol 98,9 MHz ERP: 0,1 kW[3]

## Ausgestrahlte DVB-T-Fernsehprogramme
- ORF1 HD, ORF2 HD, Das Erste HD. Diese Programme werden auf Kanal 59 V ausgestrahlt.
- ORF1, ORF2, ORFIII, Das Erste, ZDF, 3sat. Diese Programme werden auf Kanal 34 V ausgestrahlt.
- Rai 1, Rai 2, Rai 3 TGR Alto Adige, Rai News, RAI 3 Südtirol, Rai Radio 1, Rai Radio 2, Rai Radio 3, RAI Südtirol. Diese Programme werden auf Kanal 24 V ausgestrahlt.
- SRF 1 HD, SRF 2 HD, ZDF HD Diese Programme werden auf Kanal 27 V ausgestrahlt.
- SRF1, SRFzwei, BR, Kika, arte, RSI La1. Diese Programme werden auf Kanal 51 V ausgestrahlt.